# Tanchelm da Antuérpia
Tanchelme também conhecido por Tanchelme da Antuérpia (Zelândia - 1115 Antuérpia) foi um reformador religioso do início do século XII conhecido por seu anti-sacerdotismo. Não deixou registros próprios, sua história é conhecida através dos escritos de seus opositores.
Ele teria participado como monge da comitiva do conde Roberto II da Flandres (Roberto de Jerusalém) que procedeu o duque Godofredo de Bulhão na Palestina.
Tanchelme começou a pregar, de forma itinerante, na Antuérpia, Brabant, Flandres e Zelândia desde 1112. Suas críticas eram dirigidas contra a Igreja Católica Romana, sua hierarquia, seus sacramentos e o dízimo. Foi preso em Colônia entre 1113 e 1114, mas foi libertado apesar dos protestos dos canônicos de Utreque. Em 1115 acabou sendo assassinado por um padre católico, em Antuérpia, onde havida decidido fixar residência.
Apesar de sua morte seus ensinamentos continuaram repercutindo entre um número significativo de adeptos. Isto é evidenciado pelo fato que em 1124 o papa enviou Norberto de Xanten à Antuérpia para combater as heresias.